# Binarité de genre
La binarité de genre, aussi appelée binarisme de genre, bicatégorisation, est un concept utilisé en sciences sociales pour désigner la catégorisation de l'identité de genre en deux, et uniquement deux, formes distinctes et complémentaires : masculin et féminin.
Il s'agit de la pratique sociale et culturelle dominante selon laquelle le genre serait binaire, ou qu'il devrait l'être, et que dans certains cas, les aspects genrés sont intrinsèquement liés au sexe, lui-même assigné à la naissance, et qu'il est strictement déterminé par la biologie de l'individu. Ces aspects peuvent inclure l'aspect physique, le comportement, l'orientation sexuelle, les noms/pronoms, le rôle de genre, ou toute autre qualité attribuée à la représentation du genre assigné à la naissance,,,.
Elle peut mener au genrisme ou genderisme, et au sexisme.
Il peut exister plusieurs types de binarités. La binarité de sexe correspond soit à femme, soit à homme à la naissance selon le sexe biologique, tandis que la binarité de genre désigne l'attribution notamment de rôles genrés.

## Organisation de la binarité
Dans le modèle binaire, « sexe » et « genre », et occasionnellement la « sexualité », sont alignés par défaut.
Dans le modèle le plus strict, une personne homme ou femme devrait avoir une apparence, des traits de caractère et des comportements qui correspondent à cette assignation ainsi qu'une attirance pour le sexe opposé.
Comme l'un des principes fondamentaux du genrisme, la bicatégorisation peut s'apparenter, selon certains chercheurs, à un tabou qui décourage les gens à traverser ou à mélanger les rôles de genre.

### Binarité de sexe
La bicatégorisation de sexe suit les catégories de reproduction sexuée, en deux catégories : femelles et mâles. Cette bicatégorisation s'effectue sur l'observation du rôle des individus dans la reproduction, notamment la production de gamètes différenciés (on parle alors d'anisogamie), la grossesse et l'allaitement.

### Binarité et polarisation de genre

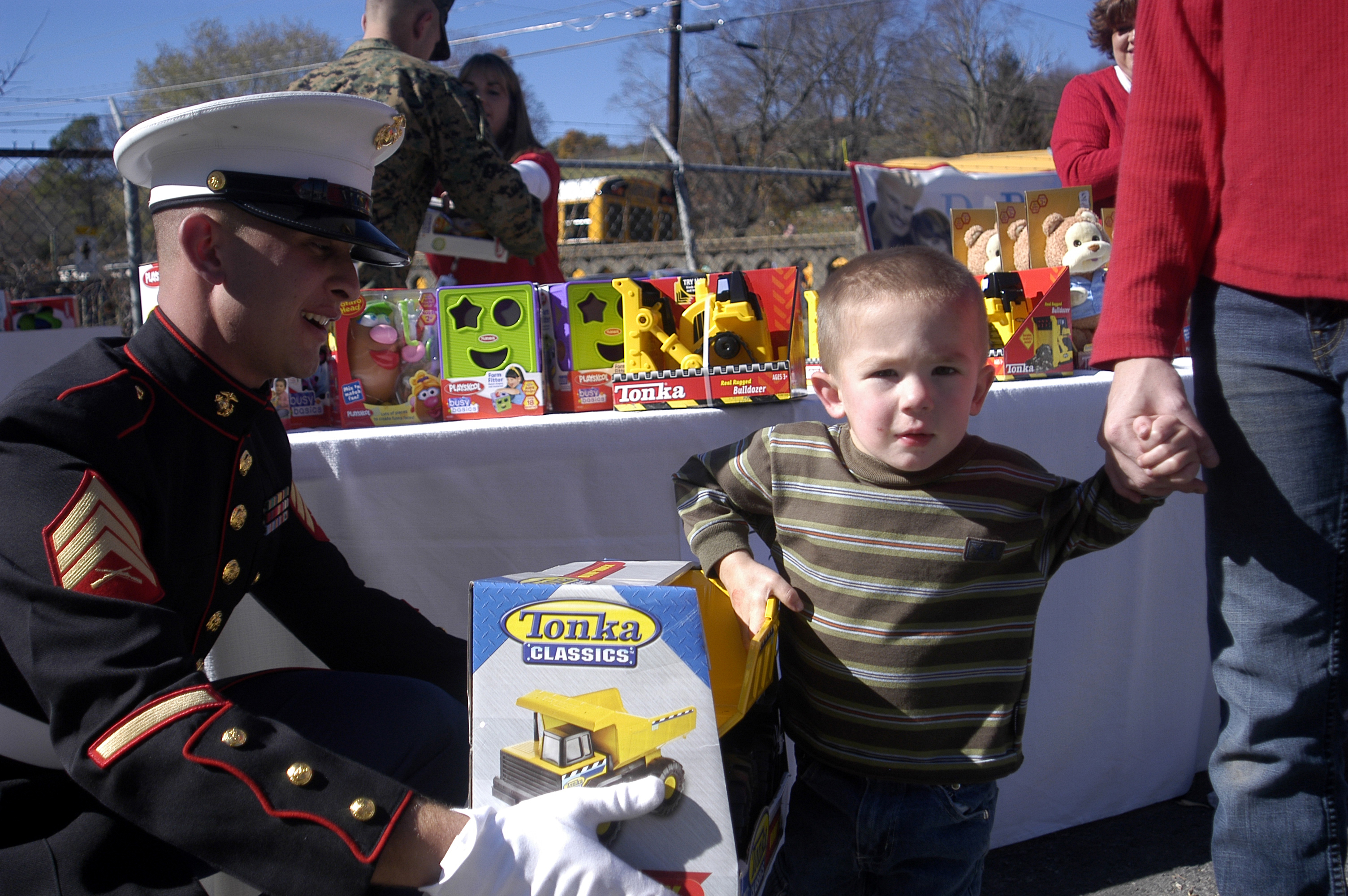
Les garçons sont encouragés à jouer avec des camions jouets...

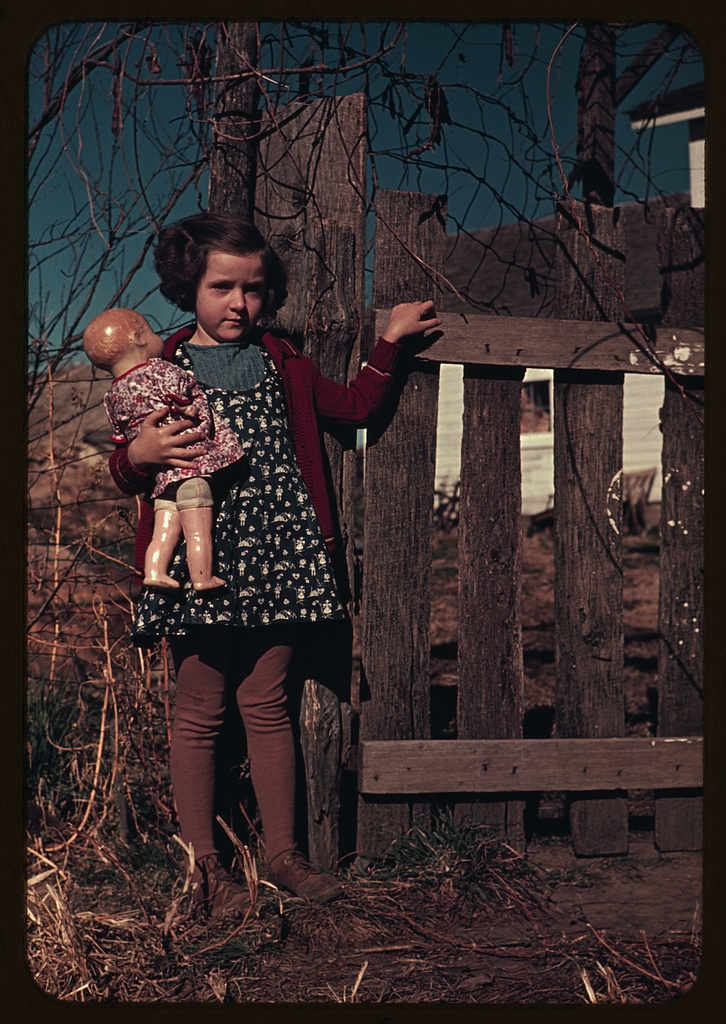
...et les filles avec des poupées.

La polarisation de genre est un concept sociologique introduit par la psychologue américaine Sandra Bem qui établit que les sociétés tendent à définir la féminité et la masculinité comme des pôles genrés opposés, de telle sorte que les comportements et les attitudes des hommes ne seraient pas considérés comme appropriés pour les femmes, et vice versa,.
Selon Bem, la polarisation de genre commence quand les différences sexuelles naturelles sont exagérées dans la culture ; par exemple, les femmes ont une pilosité moindre que les hommes et les hommes ont plus de muscles que les femmes, mais ces différences physiques sont exagérées culturellement lorsque les femmes enlèvent les poils de leur visage, de leurs jambes et de leurs aisselles, et quand les hommes se livrent à des exercices de musculation pour souligner leur masse musculaire. Elle explique que la polarisation entre les sexes va plus loin lorsque les cultures construisent des « différences à partir de zéro pour rendre les sexes encore plus différents l'un de l'autre qu'ils ne le seraient autrement », par exemple en dictant des styles de coiffures spécifiques pour les hommes et les femmes et des styles de vêtements distincts pour hommes et femmes. Lorsque les genres sont polarisés, selon la théorie, il n'y a ni chevauchement, ni comportements ou attitudes partagées entre les hommes et les femmes : au contraire, ils sont nettement opposés. Elle fait valoir que ces distinctions deviennent « englobantes » et qu'elles « envahissent pratiquement tous les aspects de l'existence humaine », pas seulement la coiffure et les vêtements, mais la façon dont les hommes et les femmes expriment leur désir sexuel. Elle fait valoir que les différences entre les hommes et les femmes sont « superposées sur de nombreux aspects du monde social ».
Bem perçoit la polarisation de genre comme un principe d'organisation sur lequel la plupart des institutions d'une société sont construites. Par exemple, les règles basées sur la polarisation de genre sont codifiées dans le droit.
Dans la société occidentale, ces règles ont empêché les femmes de voter, d'exercer des fonctions politiques, d'aller à l'école, de posséder des biens, de servir dans les forces armées, d'avoir certaines professions, ou de jouer à certains sports. Par exemple, les premiers Jeux olympiques d'été de 1896 étaient un événement sportif seulement pour les hommes puisque les femmes en étaient exclues, ce qui a été identifié comme un excellent exemple de polarisation de genre. En outre, le terme a été appliqué à la critique littéraire.
Selon Scott Coltrane et Michele Adams, la polarisation de genre commence lors de l'enfance, quand les filles sont encouragées à préférer le rose au bleu, et quand les garçons sont encouragés à préférer les jeux de voitures aux poupées, et la distinction entre les hommes et les femmes est communiquée aux enfants d'innombrables façons. Les enfants apprennent en observant les autres ce qu'ils « peuvent et ne peuvent pas faire en termes de comportement de genre », selon Elizabeth Lindsey et Walter Zakahi. Bem fait valoir que la polarisation de genre définit les scripts mutuellement exclusifs pour être homme et femme. 
Les scripts peuvent avoir une grande influence sur la façon dont une personne se développe ; par exemple, si une personne est un homme, elle sera probablement susceptible de développer une manière spécifique de percevoir le monde, avec certains comportements considérés comme « masculins », ainsi qu'apprendre à s'habiller, marcher, parler et penser d'une manière socialement approuvée pour les hommes. En outre, tout écart à ces scripts est considéré comme problématique, et peut-être défini comme un acte immoral qui bafoue les coutumes religieuses, ou qui est considéré comme « psychologiquement pathologique »,. Bem fait valoir qu'en raison de la polarisation passée, les femmes étaient souvent cantonnées à des rôles axés sur la famille dans la sphère privée, tandis que les hommes étaient perçus comme des représentants professionnels dans la sphère publique. Les cultures varient considérablement selon ce qui est considéré comme approprié pour les rôles masculin et féminin, et par la manière dont les émotions sont exprimées.
La cause feministe et les évolutions de la société occidentale depuis quelques années[Depuis quand ?], montrent une évolution et une plus grande acceptation de ce qu'un homme ou une femme "devrait être" ou bien "devrait faire". Le but étant de voir disparaitre la polarisation au profit de l'égalité des sexes. Il est beaucoup  moins rare de voir aujourd'hui des femmes dans des métiers dits "d'hommes" et vice versa. Bien que les progrès soient encore minimes, la mixité au travail à considérablement évolué en 35 ans .

### Traits
Dans une société avec une polarisation de genre, des traits différents sont associés aux genres masculin et féminin :
| Traits masculins                                    | Traits féminins |
| --------------------------------------------------- | --------------- |
| Rationnel                                           | Émotionnel      |
| Agressif                                            | Passif          |
| Dominant                                            | Soumis          |
| Raisonnable                                         | Sensible        |
| Individualiste                                      | Attentionné     |
| Source : Christine Monnier, Global Sociology, 2010. |                 |

### Pathologisation de l'intersexuation
Pour les approches défendant le principe de la binarité de sexe, ce qui sort de la norme définie serait à mettre sur le compte de variations du développement sexuel ou phénomènes d'intersexuation, ces derniers étant extrêmement rares puisqu'ils touchent moins de 0,02 % de la population. Ces troubles seraient donc des déviations médicalement identifiables de la norme sexuelle au sens biologique. Selon l’American College of Pediatricians, la sexualité humaine binaire par nature permet reproduction de l'espèce humaine sauf dans le cas de rares troubles du développement sexuel.
Cette perception pathologisante donne lieu à des chirurgies de réattribution sexuelle parfois imposées sans le consentement des individus, en particulier quand ils sont encore enfants.

### Transphobie
La binarité de genre peut s'accompagner de transphobie qui peut être considérée comme une forme de genrisme : « l’oppression que vivent les personnes trans est souvent conçue comme le résultat d’un système de genre binaire : c’est le système patriarcal, avec son imposition des catégories de sexe et de genre et leur concordance, qui entraîne la stigmatisation et la discrimination qui est faite à l’égard des personnes (trans) qui transgressent les normes de sexe/genre et leur agencement traditionnel », écrit Alexandre Baril en 2013.

### Héténormativité
L'hétéronormativité, l'idéologie selon laquelle il n'existerait que deux genres et une orientation hétérosexuelle, et qu'elle serait la norme sociale, contribue également aux constructions sociales rigides sur les questions identitaires et sexuelles.

## Conceptions alternatives à la bicatégorisation

### Distinction entre sexe et genre
La distinction sociologique entre le sexe et le genre établit que le sexe fait référence aux différences biologiques entre les hommes et les femmes, tandis que le genre se réfère aux différences culturelles entre eux, tel que « les rôles construits socialement, les comportements, les activités, et les attributs qu'une société considère comme appropriés pour les hommes et les femmes ».

### Approche matérialiste
Christine Delphy, dans une perspective matérialiste, avance le fait que le genre précède le sexe, dans la mesure où si le genre, en tant que système de hiérarchisation et de division, n'existait pas, le sexe n'aurait aucune signification sociale. Ainsi, ces catégories ne sont pas des données évidentes, naturelles, figées, mais varient dans le temps et dans l'espace, selon les sociétés,.

### Intersexuation comme variation de l'espèce humaine
Anne Fausto-Sterling suggère l'abandon de la classification binaire entre hommes et femmes, qui est selon elle, socialement construite,,. Cette chercheuse critique à l'égard des biais sexistes de la science remet en cause la naturalisation du modèle dualiste des deux sexes élaborée par le discours savant. Auteure d'un texte intitulé « Les cinq sexes : pourquoi mâle et femelle ne sont pas suffisants », Anne Fausto-Sterling est considérée comme une pionnière dans la démarche consistant à « déstabiliser la notion d’un sexe biologique immuable ».

### Non binarité de genre
Le concept de binarité de genre est mis en évidence et une réflexion critique dans la mouvance des études de genre émerge.
Oyèrónkẹ Oyěwùmí avance que parmi les Yoruba, le concept de genre et son système n'existaient pas du tout avant le colonialisme. Elle estime qu'un système de genre a été introduit par les puissances coloniales comme outil de domination et que cette cause a fondamentalement changé les relations sociales entre les populations autochtones. Son approche a toutefois été critiquée comme accordant une importance démesurée à la linguistique, et établissant une fausse identité entre les rapports sociaux et les représentations symboliques ou juridiques.
En Occident, certaines personnes refusent la bicatégorisation, comme les personnes non-binaires.
Selon une enquête réalisée aux États-Unis en 2016, « 56 % des 13/20 ans connaissent une personne qui se qualifie à travers des pronoms neutres (au lieu d’une utilisation classique du masculin/féminin) »,. En France, en 2018, selon deux enquêtes, 13 % des 18–30 ans interrogés et 6 % des interviewés ne se définissent pas de façon binaire. Pour le sociologue Arnaud Alessandrin, les expériences de genre « débordent » de la binarité de genre.
L'enbyphobie est une autre forme de genrisme qui consiste à discriminer les personnes non binaires.